# Dindo Simpao
Dindo Simpao (17 de noviembre de 1974) es un deportista filipino que compitió en taekwondo. Ganó una medalla de bronce en los Juegos Asiáticos de 2002, y una medalla de plata en el Campeonato Asiático de Taekwondo de 2002.

## Palmarés internacional
| Juegos Asiáticos    | Juegos Asiáticos      | Juegos Asiáticos  | Juegos Asiáticos |
| Año                 | Lugar                 | Medalla           | Categoría        |
| ------------------- | --------------------- | ----------------- | ---------------- |
| 2002                | Busan (Corea del Sur) | Medalla de bronce | –84 kg           |
| Campeonato Asiático |                       |                   |                  |
| Año                 | Lugar                 | Medalla           | Categoría        |
| 2002                | Amán (Jordania)       | Medalla de plata  | –84 kg           |